# Marta Roure
Marta Roure Besolí, född 1981, är en sångerska från Andorra la Vella, Andorra. Hon är dotter till musikern och kompositören Joan Roure.
Hon representerade Andorra när landet debuterade i Eurovision Song Contest 2004. Hon valdes som representant i TV-programmet Eurocàsting. Hennes bidrag – "Jugarem a estimar-nos" – tävlade i semifinalen. Den slutade efter omröstningen på plats 18 med tolv poäng och tog sig därmed inte till final. Nämnvärt är att de tolv poäng hon fick alla kom från Spaniens telefonomröstning.
Sommaren 2004 gav hon ut sitt första musikalbum Nua.